# Ракус, Дмитрий Иванович
Дмитрий Иванович Ракус (1918—1940) — советский военный. Участник Советско-финской войны. Герой Советского Союза (1940, посмертно). Лейтенант.

## Биография
Дмитрий Иванович Ракус родился в январе 1918 года в селе Ободы Сумского уезда Харьковской губернии Украинской Народной Республики Советов Советской России (ныне село Белопольского района Сумской области Украины) в крестьянской семье. Украинец.
Ранние годы Дмитрия Ивановича прошли в Ободах. Здесь же он пошёл в школу. Однако столкнувшись с угрозой раскулачивания, его родители в 1928 году вынуждены были переехать в Енисейскую губернию. Семья Ракус обосновалась в деревне Нижний Тынок. Дмитрий Иванович продолжил учёбу в школе соседнего села Рождественское. Окончил девять классов.
История Дзержинского района Красноярского края тесно переплелась с судьбой видного деятеля Советского государства и первого председателя ВЧК СНК РСФСР Ф. Э. Дзержинского, который отбывал в этих местах пожизненную ссылку. Знакомство с биографией первого чекиста страны определило жизненный выбор Д. И. Ракуса. По окончании школы Дмитрий Иванович уехал в Саратов, где поступил в Саратовское военное училище НКВД. По его окончании в декабре 1939 года лейтенант Д. И. Ракус был направлен в Ленинградский пограничный округ, где получил назначение в 4-й пограничный полк НКВД СССР на должность командира миномётного взвода.

Советские пограничники осматривают захваченное у финнов оружие

К моменту прибытия лейтенанта Д. И. Ракуса в часть война с Финляндией шла уже месяц. Подразделения 4-го пограничного полка НКВД, в котором предстояло служить Дмитрию Ивановичу, осуществляли охрану коммуникаций и ближних тылов действовавшей в северном Приладожье на питкярантском направлении 8-й армии, а также стратегически важных объектов. Первый бой с финнами Д. И. Ракус принял 3 января 1940 года на реке Уксунйоки в 3,5 километрах от посёлка Уома. Противник, стремясь овладеть важным мостом через реку, бросил против роты советских пограничников до трёх батальонов пехоты при поддержке артиллерии, но после трёх суток ожесточённых боёв переправа осталась в руках советских солдат.

Дмитрий Иванович Ракус (справа). Вторая половина 30-х годов XX века

В середине января 1940 года командование полка получило информацию о проникновении в тыл советских войск крупной диверсионной группы противника. 17 января лейтенант Д. И. Ракус получил приказ произвести разведку прилегающей к дороге местности в районе населённого пункта Кясняселькя. Выдвинувшись в заданный район с группой из десяти красноармейцев, Дмитрий Иванович в лесу обнаружил окоп, в котором пряталось около роты финских солдат из состава 34-го пехотного полка. Несмотря на многократное превосходство противника, лейтенант Ракус принял решение уничтожить вражеских диверсантов. Подобравшись к вражеским позициям на 10 — 15 метров, пограничники закидали их гранатами, после чего ворвались в окоп, и умело действуя штыками, сломили сопротивление финнов. Около 30 финских солдат и три офицера были уничтожены, остальные разбежались по окрестным лесам. Группой Ракуса было захвачено около 20 килограммов взрывчатки, которую финны планировали использовать для проведения диверсий в советском тылу.

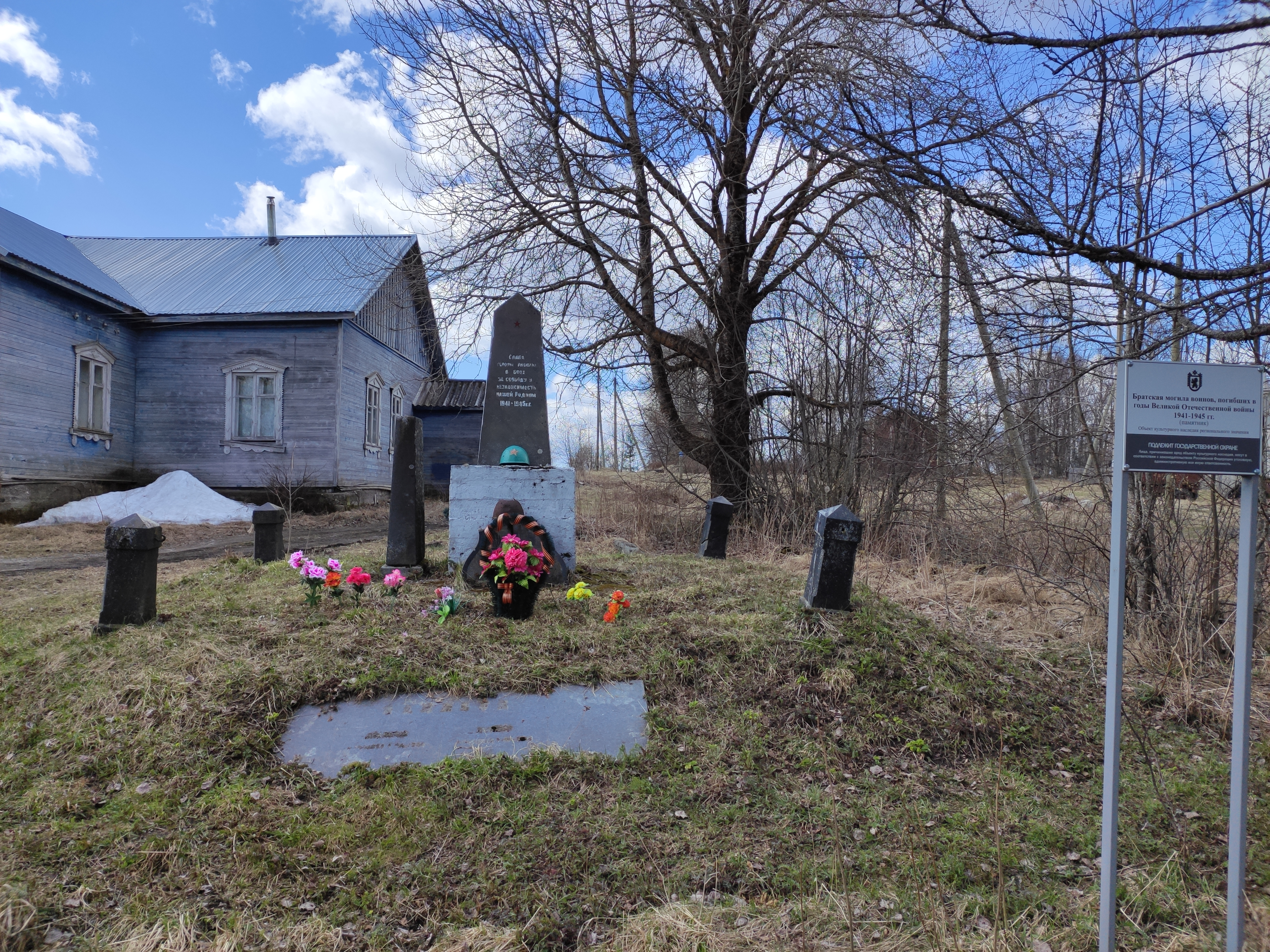
Братская могила в Колатсельге, в которой похоронен Д. И. Ракус

27 января 1940 года лейтенант Д. И. Ракус с группой бойцов вновь патрулировал тыловые коммуникации. На дороге у посёлка Колатсельга его отряд попал в засаду. Дмитрий Иванович поднял пограничников в атаку, но был сражён вражеской пулей. Указом Президиума Верховного Совета СССР от 26 апреля 1940 года «за успешное выполнение боевых заданий Правительства по охране государственных границ и проявленные при этом отвагу и геройство» лейтенанту Ракусу Дмитрию Ивановичу было присвоено звание Героя Советского Союза посмертно. Похоронен Д. И. Ракус в братской могиле советских воинов в посёлке Колатсельга Пряжинского района Республики Карелия.

## Награды
- Герой Советского Союза (26 апреля 1940, медаль «Золотая Звезда», посмертно)[6];
- орден Ленина (26 апреля 1940, посмертно)

## Память
- Именем Героя Советского Союза Д. И. Ракуса названа улица в селе Дзержинское Красноярского края.
- Имя Героя Советского Союза Д. И. Ракуса носит Дзержинская СОШ № 1.
- Имя Героя Советского Союза Д. И. Ракуса увековечено на мемориальной доске в честь Героев Советского Союза, Героев Социалистического Труда и полных кавалеров ордена Славы, установленной в парке имени Т. Г. Шевченко в посёлке Белополье Сумской области Украины.
- Имя Героя Советского Союза Д. И. Ракуса увековечено на мемориале «Пограничникам всех времён» в городе Сумы Украины.

## Документы
- Обобщённый банк данных «Мемориал». Архивировано из оригинала 10 мая 2012 года.

Информация из списка захоронения 10-102.
Учётная карточка захоронения 10-102.
Схема захоронения 10-102.